# Macaranga loheri
Macaranga loheri är en törelväxtart som beskrevs av Adolph Daniel Edward Elmer. Macaranga loheri ingår i släktet Macaranga och familjen törelväxter. Inga underarter finns listade i Catalogue of Life.